# Ernst Walter Mayr
Ernst Walter Mayr (Kempten, Suàbia, 5 de juliol del 1904 - Bedford, Massachusetts, 3 de febrer del 2005) va ser un dels biòlegs evolutius líders al segle xx i un dels científics més importants de la història. Va ser a l'hora naturalista, explorador, ornitòleg i historiador de la ciència. El seu treball va contribuir a la revolució conceptual que va conduir a la síntesi evolutiva moderna de la genètica Mendeliana i de l'evolució Darwiniana, i al desenvolupament del concepte biològic d'espècie.

## Educació
En abril de 1922, quan encara estava a l'institut, es va apuntar a la Verein Sächsischer Ornithologen (associació d'orintòlegs de Saxònia), on va conèixer Rudolf Zimmermann, editor del butlletí de l'associació, i qui seria el seu mentor en ornitologia.
En 1923 va entrar a la facultat de medicina de la universitat de Greifswald, que tenia a prop de zones ornitològiques de molt interès, que visitava gairebé cada dia. En febrer de 1925 es va graduar amb grans notes, i com tenia dubtes sobre l'exercici de la medicina, el 1925, Erwin Stresemann li va suggerir que deixés els seus estudis de medicina, per inscriure's a la facultat de biologia especialitzant-se en ornitologia, per després unir-se al museu de Berlín amb la possibilitat de viatges de recollida d'ocells als tròpics, amb la condició de que acabés els seus estudis de doctorat amb el doctor Carl Zimmer en 16 mesos, i va doctorar-se summa cum laude en ornitologia a la Universitat de Berlín el 24 de juny de 1926 amb 21 anys, i l'1 de juliol va acceptar el càrrec d'assistent que se li oferia al museu.

## Treball
Al Congrés Internacional de Zoologia de Budapest el 1927, Erwin Stresemann va presentar Mayr al banquer i naturalista Walter Rothschild, que li va demanar que fes una expedició a Nova Guinea en nom seu i del Museu Americà d'Història Natural de Nova York, i allà va recollir diversos milers de pells d'ocells i va donar nom a 38 noves espècies d'orquídies. Durant la seva estada a Nova Guinea, va ser convidat a acompanyar la Whitney South Sea Expedition en 1929–1930 per recol·lectar ocells a Nova Guinea i les Illes Salomó, recollint més de 3.000 ocells i, després d'un minuciós anàlisi de les diferències que presentaven entre illes, va entendre que la clau de l'origen de les espècies estava en l'aïllament geogràfic, ja que quan una població queda aïllada per qualsevol barrera geogràfica perd la possibilitat d'intercanviar gens amb la resta de l'espècie i va acumulant canvis lenta però inexorablement, Mayr va desenvolupar aquests principis en el seu llibre Systematics and the Origin of Species (La sistemàtica i l'origen de les espècies) publicat en 1942 i un dels pilars de l'anomenada teoria sintètica, que en combinar el darwinisme amb la genètica es va convertir en el marc estàndard de la biologia evolutiva. La idea batejada per Mayr com "especiació al·lopàtrica", i que en l'actualitat se'l considera menys freqüent que molts dels mecanismes d'especiació simpàtrica (formació d'espècies sense aïllament geogràfic).
Mayr es va traslladar als Estats Units el 1931 per ocupar un comissariat al Museu Americà d'Història Natural intermediant per adquirir la col·lecció de pells d'ocells de Walter Rothschild, que es venia per pagar un xantatgista. Durant la seva estada al museu va produir nombroses publicacions sobre taxonomia d'ocells i el 1942 el seu primer llibre Systematics and the Origin of Species, que va completar la síntesi evolutiva moderna iniciada per Charles Darwin.

## Família
En una festa a Manhattan en 1932, va conèixer la també alemanya Margarete Simon, amb qui es va casar en maig de 1935 i van tenir dues filles, Christa i Susanne.

## Obra
Fou autor o coautor de més de 20 llibres, importants assaigs sobre biologia i evolució, entre les seves obres destaquen Systematics and the Origin of Species (1942), Animal Species and Evolution (1963) and “The Growth of Biological Thought” (1982), This Is Biology (1997), i What Evolution Is (2001) i va contribuir a més de 600 publicacions científiques.

## Premis
Mayr va rebre diversos premis per la seva tasca docent i investigadora, entre ells, el Premi Balzan. El 1958 va ser distingit per la Societat Linneana de Londres amb la Medalla Darwin-Wallace.